# Saint-Thomas-en-Royans
Saint-Thomas-en-Royans este o comună în departamentul Drôme din sud-estul Franței. În 2009 avea o populație de 503 de locuitori.

## Evoluția populației
| An        | 1975 | 1982 | 1990 | 1999 | 2006 | 2009 |
| --------- | ---- | ---- | ---- | ---- | ---- | ---- |
| Populație | 230  | 328  | 440  | 476  | 502  | 503  |